# مرینت (ویسکانسین)
مرینت، ویسکانسین  (به انگلیسی: Marinette) شهری در شهرستان مرینت ایالت ویسکانسین است که در سال ۱۸۸۷ بنیان‌گذاری شده‌است. این شهر طبق سرشماری سال ۲۰۱۰ میلادی ۱۰٬۹۶۸ نفر جمعیت داشته‌است.